# Tirreno-Adriatico 2009
La Tirreno-Adriatico 2009, quarantaquattresima edizione della corsa, si svolse dall'11 al 17 marzo 2009 ed affrontò un percorso totale di 1095 km.
Venne vinto dallo scalatore italiano Michele Scarponi, che terminò la settimana di corsa in 27.37'22", a 25 secondi l'altro italiano Stefano Garzelli e terzo ad 1'07" il tedesco Andreas Klöden. Maglia bianca di miglior giovane allo svedese Thomas Löfkvist, mentre la maglia ciclamino della classifica a punti è andata al francese Julien El Fares, maglia azzurra delle prime tre tappe.

## Percorso
La corsa prese il via l'11 marzo da Cecina (LI) e si concluse il 17 marzo a San Benedetto del Tronto (AP), per un totale di 1095 km. Nei primi tre giorni, per la prima volta dal 1966, si snodò interamente per le strade della Toscana: da Cecina, la prima tappa arrivò a Capannori, in provincia di Lucca, la seconda partì da Volterra ed arrivò sul lungomare di Marina di Carrara, mentre la terza frazione percorse le strade da Santa Croce sull'Arno a Fucecchio. Lasciata la Toscana, la corsa si trasferì in Umbria, per terminare poi nelle Marche a San Benedetto.
Le tappe più impegnative furono quelle di sabato 14 marzo, con l'arrivo a Montelupone che presentava pendenze del 21%, domenica 15 con la cronometro di 30 km da Loreto a Macerata e quella di lunedì 16 marzo in cui si affrontava la tappa più lunga della corsa, da Civitanova Marche a Camerino, di 235 km e 3000 metri di dislivello, con l'ascesa del Sasso Tetto di 13 km.

## Tappe
| Tappa  | Data     | Percorso                                            | km    | Vincitore di tappa  | Leader cl. generale |
| ------ | -------- | --------------------------------------------------- | ----- | ------------------- | ------------------- |
| 1ª     | 11 marzo | Cecina > Capannori                                  | 147   | Julien El Fares     | Julien El Fares     |
| 2ª     | 12 marzo | Volterra > Marina di Carrara                        | 177   | Alessandro Petacchi | Julien El Fares     |
| 3ª     | 13 marzo | Fucecchio > Santa Croce sull'Arno                   | 166   | Tyler Farrar        | Julien El Fares     |
| 4ª     | 14 marzo | Foligno > Montelupone                               | 171   | Joaquim Rodríguez   | Joaquim Rodríguez   |
| 5ª     | 15 marzo | Loreto > Macerata (cron. individuale)               | 30    | Andreas Klöden      | Andreas Klöden      |
| 6ª     | 16 marzo | Civitanova Marche > Camerino                        | 235   | Michele Scarponi    | Michele Scarponi    |
| 7ª     | 17 marzo | San Benedetto del Tronto > San Benedetto del Tronto | 169   | Mark Cavendish      | Michele Scarponi    |
| Totale | Totale   | Totale                                              | 1.095 |                     |                     |

## Squadre e corridori partecipanti
| N.      | Cod. | Squadra                          |
| ------- | ---- | -------------------------------- |
| 1-8     | SAX  | Team Saxo Bank                   |
| 11-18   | ASA  | Acqua & Sapone-Caffè Mokambo     |
| 21-28   | ALM  | AG2R La Mondiale                 |
| 31-38   | AST  | Astana                           |
| 41-48   | BAR  | Team Barloworld                  |
| 51-58   | BBO  | Bbox Bouygues Télécom            |
| 61-68   | GCE  | Caisse d'Epargne                 |
| 71-78   | FLM  | Ceramica Flaminia-Bossini Docce  |
| 81-88   | CTT  | Cervélo TestTeam                 |
| 91-98   | COF  | Cofidis                          |
| 101-108 | SDA  | Diquigiovanni-Androni Giocattoli |
| 111-118 | EUS  | Euskaltel-Euskadi                |
| 121-128 | FDJ  | Française des Jeux               |

| N.      | Cod. | Squadra                      |
| ------- | ---- | ---------------------------- |
| 131-138 | GRM  | Team Garmin-Slipstream       |
| 141-148 | LAM  | Lampre-N.G.C.                |
| 151-158 | LIQ  | Liquigas                     |
| 161-168 | LPR  | LPR Brakes-Farnese Vini      |
| 171-178 | QST  | Quick Step                   |
| 181-188 | RAB  | Rabobank                     |
| 191-198 | SIL  | Silence-Lotto                |
| 201-208 | THR  | Team Columbia-High Road      |
| 211-218 | KAT  | Team Katusha                 |
| 221-228 | MRM  | Team Milram                  |
| 231-238 | VAC  | Vacansoleil Pro Cycling Team |
| 241-248 | FUJ  | Fuji-Servetto                |

## Dettagli delle tappe

### 1ª tappa
- 11 marzo: Cecina > Capannori – 147 km

Risultati
| Pos. | Corridore       | Squadra       | Tempo    |
| ---- | --------------- | ------------- | -------- |
| 1    | Julien El Fares | Cofidis       | 3h34'03" |
| 2    | Volodymyr Duma  | Cer. Flaminia | s.t.     |
| 3    | Daniele Bennati | Liquigas      | a 12"    |

| Pos. | Corridore       | Squadra       | Tempo    |
| ---- | --------------- | ------------- | -------- |
| 1    | Julien El Fares | Cofidis       | 3h33'50" |
| 2    | Volodymyr Duma  | Cer. Flaminia | a 5"     |
| 3    | Daniele Bennati | Liquigas      | a 21"    |

Descrizione e riassunto
La prima tappa percorse le strade tra le provincie di Lucca, Pisa e Livorno, attraversando le zone di allenamento di tre campioni mondiali: Paolo Bettini, Mario Cipollini e Michele Bartoli. Tappa pressoché pianeggiante, adatta ai velocisti, con un unico strappo a 16 km dall'arrivo, la salita di Matraia e Valgiano di 4,1 km, con una pendeza media del 6,1% e massima del 12%.
Dopo una fuga di 115 km con un vantaggio massimo di 10'55", si giocarono la tappa in volata il francese Julien El Fares e l'ucraino Volodymyr Duma, e fu il giovane transalpino ad ottenere la vittoria, la prima da professionista della sua carriera e la prima di un francese dopo nove anni. Il gruppo arrivò a 12 secondi e la volata venne vinta da Daniele Bennati della Liquigas. Grazie agli abbuoni (13, 8 e 4 secondi) El Fares guidava la classifica generale con 5 secondi su Duma e 21 su Bennati e conquistò anche la vetta della Classifica GPM con 5 punti, della Classifica a punti (17) e della Classifica giovani.

### 2ª tappa
- 12 marzo: Volterra > Marina di Carrara – 177 km

Risultati
| Pos. | Corridore           | Squadra    | Tempo    |
| ---- | ------------------- | ---------- | -------- |
| 1    | Alessandro Petacchi | LPR Brakes | 4h32'42" |
| 2    | Daniele Bennati     | Liquigas   | s.t.     |
| 3    | Koldo Fernández     | Euskaltel  | s.t.     |

| Pos. | Corridore           | Squadra    | Tempo    |
| ---- | ------------------- | ---------- | -------- |
| 1    | Julien El Fares     | Cofidis    | 8h06'32" |
| 2    | Alessandro Petacchi | LPR Brakes | a 15"    |
| 3    | Daniele Bennati     | Liquigas   | s.t.     |

Descrizione e riassunto
La seconda tappa era caratterizzata da due GPM, il primo dopo 65,7 km sul Monte Serra, ed il secondo a 12 km dalla fine, la salita di Bedizzano di km 2,8 con punte del 12%, ed una discesa tecnica su Carrara.
Tappa che vide, come la precedente, partire una fuga da lontano del solitario italiano Ermanno Capecchi, che per 144 km rimase in avanscoperta e fu raggiunto dal gruppo all'inizio dell'ascesa finale di Bedizzano. Arrivo in volata con la LPR Brakes-Farnese Vini a pilotare Petacchi sul traguardo, dove lo spezzino batté nettamente Bennati e lo spagnolo Koldo Fernández.

### 3ª tappa
- 13 marzo: Fucecchio > Santa Croce sull'Arno – 166 km

Risultati
| Pos. | Corridore      | Squadra       | Tempo    |
| ---- | -------------- | ------------- | -------- |
| 1    | Tyler Farrar   | Garmin        | 3h53'48" |
| 2    | Mark Cavendish | Columbia      | s.t.     |
| 3    | Enrico Rossi   | Cer. Flaminia | s.t.     |

| Pos. | Corridore           | Squadra    | Tempo     |
| ---- | ------------------- | ---------- | --------- |
| 1    | Julien El Fares     | Cofidis    | 12h00'20" |
| 2    | Alessandro Petacchi | LPR Brakes | a 15"     |
| 3    | Daniele Bennati     | Liquigas   | s.t.      |

Descrizione e riassunto
Terza ed ultima tappa sulle strade toscane, 166 km senza asperità ed un solo GPM a Poggio Adorno (95 m slm) a 37,4 km dal traguardo.
Anche la terza frazione toscana fu animata da una lunga fuga, con Westra, Frischkorn e Krivtsov che, partiti a 24 km dal via, guadagnarono un vantaggio massimo di 4'20" e vennero raggiunti a soli 10 km dall'arrivo. Il gruppo arrivò compatto sul traguardo, con la formazione svizzera Cervélo organizzata nel tentativo di lanciare la volata del norvegese Thor Hushovd. Sia questo, che il successivo tentativo di Petacchi, fallirono e fu il britannico Mark Cavendish a ritrovarsi allo scoperto, ma venne superato negli ultimi metri dallo statunitense Tyler Farrar.

### 4ª tappa
- 13 marzo: Foligno > Montelupone – 171 km

Risultati
| Pos. | Corridore         | Squadra       | Tempo    |
| ---- | ----------------- | ------------- | -------- |
| 1    | Joaquim Rodríguez | GCE           | 4h08'35" |
| 2    | Davide Rebellin   | Diquigiovanni | a 6"     |
| 3    | Thomas Löfkvist   | Columbia      | a 10"    |

| Pos. | Corridore         | Squadra       | Tempo     |
| ---- | ----------------- | ------------- | --------- |
| 1    | Joaquim Rodríguez | C. d'Epargne  | 16h09'10" |
| 2    | Julien El Fares   | Cofidis       | a 9"      |
| 3    | Davide Rebellin   | Diquigiovanni | a 10"     |

Descrizione e riassunto
Prima tappa con arrivo adatto agli scalatori, sul muro di Montelupone (Macerata), che presenta pendenze del 21% e veniva affrontato due volte, a 20 km dall'arrivo e sul traguardo stesso. Due i GPM, quest'ultimo di Montelupone ed il Passo del Cornello a 30 km dalla partenza.
Quarta tappa e quarta fuga, con Coppel, Cheula, Palumbo e Tschopp, raggiunti da Sapa, in avanscoperta fino a 20 km dal termine con un vantaggio massimo di 4'38". Al km 141 una caduta di diversi corridori frazionò in due tronconi il gruppo e dopo la prima ascesa del Montelupone, allungarono Pozzato, Pietropolli e Van Avermaet, raggiunti a 4 km dal traguardo. Sulla seconda ed ultima ascesa del "muro" Hincapie fece l'andatura ed a 500 metri dalla fine scattò Rodriguez, inseguito da Rebellin, battuto sul traguardo di 6 secondi.

### 5ª tappa
- 15 marzo: Loreto > Macerata – Cronometro individuale – 30 km

Risultati
| Pos. | Corridore        | Squadra       | Tempo  |
| ---- | ---------------- | ------------- | ------ |
| 1    | Andreas Klöden   | Astana        | 41'32" |
| 2    | Stijn Devolder   | Quick Step    | a 20"  |
| 3    | Michele Scarponi | Diquigiovanni | a 21"  |

| Pos. | Corridore        | Squadra       | Tempo     |
| ---- | ---------------- | ------------- | --------- |
| 1    | Andreas Klöden   | Astana        | 16h51'13" |
| 2    | Thomas Löfkvist  | Columbia      | a 6"      |
| 3    | Michele Scarponi | Diquigiovanni | a 21"     |

Descrizione e riassunto
Cronometro individuale con due asperità: il Colle dell'Infinito a Recanati, dopo 3 km dal via, e la seconda al km 26 che termina sul traguardo.
Frazione vinta dal tedesco Andreas Klöden, vincitore dell'edizione 2007, che staccò di 20 secondi il belga Devolder e di 21 secondi l'italiano Michele Scarponi e lo svedese Thomas Lovkvist, che conquistò la maglia di miglior giovane. Cambiò anche la maglia azzurra di leader della classifica generale, passata dal francese El Fares al vincitore di tappa.

### 6ª tappa
- 16 marzo: Civitanova Marche > Camerino – 235 km

Risultati
| Pos. | Corridore        | Squadra       | Tempo    |
| ---- | ---------------- | ------------- | -------- |
| 1    | Michele Scarponi | Diquigiovanni | 6h36'12" |
| 2    | Stefano Garzelli | Acqua & Sap.  | a 1"     |
| 3    | Ivan Basso       | Liquigas      | a 3"     |

| Pos. | Corridore        | Squadra       | Tempo     |
| ---- | ---------------- | ------------- | --------- |
| 1    | Michele Scarponi | Diquigiovanni | 23h27'36" |
| 2    | Stefano Garzelli | Acqua & Sap.  | a 25"     |
| 3    | Andreas Klöden   | Astana        | a 1'07"   |

Descrizione e riassunto
Tappa impegnativa, la più lunga della corsa, che giungeva sul mare Adriatico. Due i Gran Premi della Montagna di cui il secondo, il Sasso Tetto, raggiunge quota 1455 m slm, ed arrivo in salita a Camerino, con 3000 metri di dislivello totale.
La prima parte della frazione vide una lunga fuga di cinque uomini, con vantaggio massimo di 12'50", dei quali rimase il solo spagnolo Egoi Martínez, raggiunto solo oltre il secondo GPM, che conquistò la maglia verde di miglior scalatore mentre, proprio sull'ascesa del Sasso Tetto, fu il varesotto Ivan Basso a salire in cattedra ed imporre un ritmo notevole, in grado di decimare il gruppo e staccare, insieme a Scarponi, Garzelli e Nibali, la maglia azzurra Klöden. Sempre il cassanese tirò nei chilometri verso il traguardo ma, nello scatto degli ultimi 150 metri, non poté nulla contro i due compagni di fuga. Scarponi conquistò tappa e maglia di leader della classifica generale.

### 7ª tappa
- 17 marzo: San Benedetto del Tronto > San Benedetto del Tronto – 169 km

Risultati
| Pos. | Corridore      | Squadra     | Tempo    |
| ---- | -------------- | ----------- | -------- |
| 1    | Mark Cavendish | Columbia    | 4h09'57" |
| 2    | Tyler Farrar   | Garmin      | s.t.     |
| 3    | Baden Cooke    | Vacansoleil | s.t.     |

| Pos. | Corridore        | Squadra       | Tempo     |
| ---- | ---------------- | ------------- | --------- |
| 1    | Michele Scarponi | Diquigiovanni | 27h37'22" |
| 2    | Stefano Garzelli | Acqua & Sap.  | a 25"     |
| 3    | Andreas Klöden   | Astana        | a 1'07"   |

Descrizione e riassunto
Tappa con una prima parte ondulata ed un GPM, i 515 m di Montalto delle Marche al km 53,5, ed un circuito totalmente pianeggiante nella cittadina di San Benedetto da percorrere 10 volte.
Anche questa tappa vide staccarsi dal gruppo al decimo chilometro una fuga, con un trio all'attacco formato dai belgi Olivier Kaisen e Wim De Vocht e dal russo Michail Ignat'ev che guadagnò un vantaggio massimo di 7'10". Dopo il quinto giro del circuito di San Benedetto si staccò De Vocht, riassorbito dal gruppo, e ad otto km dall'arrivo scattò Ignat'ev che rimase solo fino ai meno 2500 metri. Arrivo sul traguardo in volata, vinta dal britannico Mark Cavendish davanti a Farrar che, a differenza della quarta tappa, non riuscì ad uscire dalla sua ruota, Cooke, Bennati, Hutarovič, Furlan ed il resto del gruppo.

## Evoluzione delle classifiche
| Tappa              | Vincitore           | Classifica generale | Classifica scalatori | Classifica a punti  | Classifica miglior giovane |
| ------------------ | ------------------- | ------------------- | -------------------- | ------------------- | -------------------------- |
| 1ª                 | Julien El Fares     | Julien El Fares     | Julien El Fares      | Julien El Fares     | Julien El Fares            |
| 2ª                 | Alessandro Petacchi | Julien El Fares     | Julien El Fares      | Alessandro Petacchi | Julien El Fares            |
| 3ª                 | Tyler Farrar        | Julien El Fares     | Ermanno Capelli      | Alessandro Petacchi | Julien El Fares            |
| 4ª                 | Joaquim Rodríguez   | Joaquim Rodríguez   | Ermanno Capelli      | Julien El Fares     | Julien El Fares            |
| 5ª                 | Andreas Klöden      | Andreas Klöden      | Ermanno Capelli      | Julien El Fares     | Thomas Löfkvist            |
| 6ª                 | Michele Scarponi    | Michele Scarponi    | Egoi Martínez        | Julien El Fares     | Thomas Löfkvist            |
| 7ª                 | Mark Cavendish      | Michele Scarponi    | Egoi Martínez        | Julien El Fares     | Thomas Löfkvist            |
| Classifiche finali | Classifiche finali  | Michele Scarponi    | Egoi Martínez        | Julien El Fares     | Thomas Löfkvist            |

## Classifiche della corsa

### Classifica generale
| Pos. | Corridore         | Squadra       | Tempo     |
| ---- | ----------------- | ------------- | --------- |
| 1    | Michele Scarponi  | Diquigiovanni | 27h37'22" |
| 2    | Stefano Garzelli  | Acqua & Sap.  | a 25"     |
| 3    | Andreas Klöden    | Astana        | a 1'07"   |
| 4    | Thomas Löfkvist   | Columbia      | a 1'10"   |
| 5    | Ivan Basso        | Liquigas      | a 1'13"   |
| 6    | Davide Rebellin   | Diquigiovanni | a 2'06"   |
| 7    | Linus Gerdemann   | Milram        | a 2'32"   |
| 8    | Ryder Hesjedal    | Garmin        | a 2'33"   |
| 9    | Kanstancin Siŭcoŭ | Columbia      | a 2'41"   |
| 10   | Vincenzo Nibali   | Liquigas      | a 2'54"   |

### Classifica a punti
| Pos. | Corridore        | Squadra       | Punti |
| ---- | ---------------- | ------------- | ----- |
| 1    | Julien El Fares  | Cofidis       | 27    |
| 2    | Daniele Bennati  | Liquigas      | 25    |
| 3    | Mark Cavendish   | Columbia      | 22    |
| 4    | Tyler Farrar     | Garmin        | 22    |
| 5    | Michele Scarponi | Diquigiovanni | 21    |

### Classifica scalatori
| Pos. | Corridore       | Squadra       | Punti |
| ---- | --------------- | ------------- | ----- |
| 1    | Egoi Martínez   | Euskaltel     | 10    |
| 2    | Davide Rebellin | Diquigiovanni | 6     |
| 3    | Ermanno Capelli | Fuji          | 6     |
| 4    | Julien El Fares | Cofidis       | 5     |
| 5    | Gilberto Simoni | Diquigiovanni | 5     |

### Classifica giovani
| Pos. | Corridore       | Squadra  | Tempo     |
| ---- | --------------- | -------- | --------- |
| 1    | Thomas Löfkvist | Columbia | 27h38'32" |
| 2    | Vincenzo Nibali | Liquigas | a 1'44"   |
| 3    | Robert Gesink   | Rabobank | a 1'55"   |
| 4    | Julien El Fares | Cofidis  | a 2'11"   |
| 5    | Eros Capecchi   | Fuji     | a 2'27"   |

## Punteggi UCI
| Pos.                | Corridore         | Squadra       | Punti |
| ------------------- | ----------------- | ------------- | ----- |
| 1                   | Michele Scarponi  | Diquigiovanni | 107   |
| 2                   | Stefano Garzelli  | Acqua & Sap.  | 85    |
| 3                   | Andreas Klöden    | Astana        | 76    |
| 4                   | Thomas Löfkvist   | Columbia      | 64    |
| 5                   | Ivan Basso        | Liquigas      | 52    |
| 6                   | Davide Rebellin   | Diquigiovanni | 44    |
| 7                   | Linus Gerdemann   | Milram        | 30    |
| 8                   | Ryder Hesjedal    | Garmin        | 20    |
| 9                   | Kanstancin Siŭcoŭ | Columbia      | 10    |
| Tyler Farrar        | Garmin            | 10            |       |
| Mark Cavendish      | Columbia          | 10            |       |
| 12                  | Joaquim Rodríguez | C. d'Epargne  | 7     |
| Alessandro Petacchi | LPR Brakes        | 7             |       |
| Daniele Bennati     | Liquigas          | 7             |       |
| 15                  | Julien El Fares   | Cofidis       | 6     |
| 16                  | Volodymyr Duma    | Cer. Flaminia | 4     |
| Stijn Devolder      | Quick Step        | 4             |       |
| Vincenzo Nibali     | Liquigas          | 4             |       |
| 19                  | Tom Boonen        | Quick Step    | 2     |
| Koldo Fernández     | Euskaltel         | 2             |       |
| Enrico Rossi        | Cer. Flaminia     | 2             |       |
| Danilo Di Luca      | LPR Brakes        | 2             |       |
| Baden Cooke         | Vacansoleil       | 2             |       |
| 24                  | Luca Paolini      | Acqua & Sap.  | 1     |
| Robbie McEwen       | Team Katusha      | 1             |       |
| Michail Ignat'ev    | Team Katusha      | 1             |       |
| Dominique Rollin    | Cervélo           | 1             |       |
| Jaŭhen Hutarovič    | F. des Jeux       | 1             |       |

| Pos.                            | Squadra                          | Punti |
| ------------------------------- | -------------------------------- | ----- |
| 1                               | Diquigiovanni-Androni Giocattoli | 151   |
| 2                               | Acqua & Sapone-Caffè Mokambo     | 86    |
| 3                               | Team Columbia-High Road          | 84    |
| 4                               | Astana Team                      | 76    |
| 5                               | Liquigas                         | 63    |
| 6                               | Team Milram                      | 30    |
| 7                               | Team Garmin-Slipstream           | 30    |
| 8                               | LPR Brakes-Farnese Vini          | 9     |
| 9                               | Caisse d'Epargne                 | 7     |
| 10                              | Cofidis                          | 6     |
| Ceramica Flaminia-Bossini Docce | 6                                |       |
| Quick Step                      | 6                                |       |
| 13                              | Euskaltel-Euskadi                | 2     |
| Vacansoleil Pro Cycling Team    | 2                                |       |
| Team Katusha                    | 2                                |       |
| 15                              | Française des Jeux               | 1     |
| Cervélo TestTeam                | 1                                |       |

| Pos.   | Nazione     | Punti |
| ------ | ----------- | ----- |
| 1      | Italia      | 311   |
| 2      | Germania    | 106   |
| 3      | Svezia      | 64    |
| 4      | Canada      | 20    |
| 5      | Bielorussia | 11    |
| 6      | Stati Uniti | 10    |
| 7      | Regno Unito | 10    |
| 8      | Spagna      | 9     |
| 9      | Francia     | 6     |
| Belgio | 6           |       |
| 11     | Ucraina     | 4     |
| 12     | Australia   | 3     |
| 13     | Canada      | 1     |
| Russia | 1           |       |